# Metres sobre el nivell del mar
El metre per sobre del nivell del mar (msnm) és una unitat de mesura estàndard del sistema mètric per a descriure l'elevació d'una localització del planeta Terra respecte del nivell mitjà del mar.

## Usos
El metre per sobre del nivell del mar és una mesura estàndard de l'elevació o alçada de:
- una localització geogràfica, ja sigui un poble, muntanya o alguna altra formació.
- l'elevació a dalt d'un edifici o d'una altra estructura.
- l'alçada d'un avió o qualsevol altre objecte volador.

## Com es calcula
L'alçada en metres per sobre del nivell del mar de qualsevol localització, objecte o punt es pot calcular de maneres diferents. Les més comunes inclouen:
- un sistema de posicionament global (GPS), que triangula la seva localització en referència a diversos satèl·lits.
- un altímetre, que mesura la pressió atmosfèrica, i que disminueix a mesura que augmenta l'altura.
- un mapa topogràfic o un model digital d'elevacions, on les elevacions han estat determinades a través de fotografies aèries o agrimensura.

## Abreviatures
En català s'acostuma a abreviar msnm. En anglès i a nivell internacional, el metre sobre el nivell del mar normalment s'abreuja per mamsl o MAMSL, basat en l'expressió metres above mean sea level. A vegades també s'abrevia MASL o MSL.